# 홀로포닉스
홀로포닉스(Holophonics)는 인간의 청각 시스템이 간섭계 역할을 한다는 주장을 기반으로 휴고 주카렐리(Hugo Zuccarelli)가 만든 바이노럴 레코딩 시스템이다. 이는 스테레오 사운드와 마찬가지로 위상 변화에 의존한다. 홀로포닉의 사운드 특성은 헤드폰을 통해 가장 명확하게 들리지만 위상 일관성이 있는 경우 2채널 스테레오 스피커로 효과적으로 시연할 수 있다. "holophonics"라는 단어는 "acoustic hologram"과 관련이 있다.

## 역사
홀로포닉스는 1980년 아르헨티나 발명가 휴고 주카렐리(Hugo Zuccarelli)가 밀라노 공과대학교에서 공부하던 중 만들어졌다. 1983년에 주카렐리는 CBS (미국의 방송사)가 제작한 영국(UK)에서 주카렐리 홀로포닉스(Zuccarelli Holophonics, The Matchbox Shaker)라는 제목의 녹음을 발표했다. 이 녹음은 전적으로 홀로포닉스 시스템을 과시하기 위해 고안된 짧은 사운드 녹음으로 구성되었다. 여기에는 흔들리는 성냥갑, 이발 및 송풍기, 벌, 풍선, 비닐봉지, 새, 비행기, 불꽃놀이, 천둥 및 경주용 자동차가 포함되었다. 초창기에는 The Final Cut의 핑크 플로이드, 로저 워터스의 솔로 앨범, The Pros and Cons of Hitch Hiking, Psychic TV의 Dreams Less Sweet 등 다양한 아티스트가 홀로포닉스를 사용했다. 이 시스템은 영화 사운드트랙, 대중음악, TV 및 테마파크에서 사용되었다. 가장 유명한 사운드 효과는 사운드 엔지니어 마우리치오 마기(Maurizio Maggi)가 움비(Umbi) 스튜디오의 모데나(Modena)에서 녹음했다. 홀로포닉은 움베르토 마기(Umberto Maggi, 이탈리아)에 의해 특허로 등록되었다. 주카렐리는 인간의 청각 시스템이 소리 방출기이며, 들어오는 소리와 결합하여 귀 내부에 간섭 패턴을 형성하는 기준 소리를 생성한다고 말한다. 이 패턴의 특성은 들어오는 소리의 방향에 민감한다. 가설에 따르면 달팽이관은 마치 음향 홀로그램인 것처럼 이 패턴을 감지하고 분석한다. 그런 다음 뇌는 이 데이터를 해석하고 소리의 방향을 추론한다. 이 이론을 제시하는 주카렐리의 기사는 1983년 뉴 사이언티스트(New Scientist) 잡지에 인쇄되었다. 이 기사는 곧 주카렐리의 이론과 그의 과학적 능력에 의문을 제기하는 두 통의 편지로 이어졌다.
현재까지 음향 방출이 음향 위치 파악에 사용된다는 증거는 없다. 바이노럴 녹음과 같은 홀로포닉은 그 대신 귀 사이의 차이(도달 시간 및 귀 사이의 진폭)뿐만 아니라 기본적인 HRTF(머리전달함수)도 재현한다. 이는 스피커의 막에서 생성된 소리가 특정 방향에서 나오는 듯한 착각을 불러일으킨다.